# Tracy Durhone
Tracy Durhone (24 de noviembre de 2000) es una deportista mauriciana que compite en judo. Ganó una medalla de bronce en el Campeonato Africano de Judo de 2023, en la categoría de +78 kg.

## Palmarés internacional
| Campeonato Africano | Campeonato Africano    | Campeonato Africano | Campeonato Africano |
| Año                 | Lugar                  | Medalla             | Categoría           |
| ------------------- | ---------------------- | ------------------- | ------------------- |
| 2023                | Casablanca (Marruecos) | Medalla de bronce   | +78 kg              |